# Пласиду-ди-Кастру (футбольный клуб)
«Пла́сиду-ди-Ка́стру» (порт.-браз. Plácido de Castro Futebol Clube) — бразильский футбольный клуб представляющий одноимённый город из штата Акри. В 2011, 2013 и 2018 годах выступал в Серии D Бразилии.

## История
Клуб основан 3 ноября 1979 года, домашние матчи проводит на арене «Феррейрао», вмещающей 3 000 зрителей. Лучшим достижением «Пласиду-ди-Кастру» в чемпионате штата Акри является победа в 2013 году. В 2011 году клуб дебютировал в Серии D чемпионата Бразилии. В 2013 году «Пласиду-ди-Кастру» во второй раз в своей истории участвовал в четвёртом бразильском дивизионе, и добился выхода в 1/4 финала. На этой стадии команда вылетела из соревнования, остановившись в одном шаге от выхода в Серию C.

## Достижения
- Чемпион штата Акри (1): 2013